# NGC 2522
NGC 2522 је лентикуларна галаксија у сазвежђу Рак која се налази на NGC листи објеката дубоког неба.
Деклинација објекта је + 17° 42' 24" а ректасцензија 8h 6m 13,5s. Привидна величина (магнитуда) објекта NGC 2522 износи 13,6 а фотографска магнитуда 14,5. NGC 2522 је још познат и под ознакама UGC 4218, MCG 3-21-14, CGCG 88-31, PGC 22749.